# Nies Gerritsma
Niesjen Ebartha (Nies) Gerritsma (Sneek, 7 maart 1939 – Groningen, 28 juni 2017) was een Nederlands burgemeester.
Gerritsma was gemeenteraadslid en wethouder in Delden. In 1991 werd ze burgemeester in de Groningse gemeente Marum. Ze verruilde Marum in 1996 voor Haren. 
Ze had diverse bestuurlijke nevenfuncties en was onder meer actief voor het Meerschap Paterswolde, HALT en het IZA. Bij haar afscheid als burgemeester van Haren in 2002, kreeg ze door commissaris van de Koningin Hans Alders de versierselen behorend bij de Ridder in de Orde van Oranje-Nassau opgespeld.